# Bentley Highlander
Bentley Highlander – samochód osobowy klasy luksusowej produkowany pod brytyjską marką Bentley w latach 1996 – 1997.

## Historia i opis modelu
Druga połowa lat 90. przyniosła schyłek miliardowych nakładów, jakie sułtan Brunei inwestował w unikatowe modele samochodów budowane przez Bentleya na jego wyłączne zamówienie. Jedną z ostatnich konstrukcji, które zasiliły kilkutysięczną kolekcję samochodów była duża, luksusowo-sportowa limuzyna Highlander opracowana jako reprezentacyjna alternatywa dla innych specjalnych modeli o bardziej sportowym przeznaczeniu.
Bentley Highlander rozwinął projek stylistyczny zastosowany już wobec modeli Java i Rapier, wyróżniając się charakterystycznymi, agresywnymi reflektorami o strzelistym kształcie. Smukła sylwetka zyskała płynnie ukształtowane linie z masywnymi, obłymi błotnikami i wysoko poprowadzoną linią okien. Nadwozie przyozdobiły liczne chromowane akcenty, na czele z dużymi tarczami alufelg. Do opracowania stylizacji Highlindera zaangażowane zostało ponownie brytyjskie biuro Design Research Association z Warwick.
Do napędu Highlandera wykorzystany został zmodyfikowany silnik V8 o pojemności 6,75 litra i mocy 534 KM, rozwijając moc 534 KM i rozpędzając się do 100 km/h w 5 sekund. Był to silnik specjalnie przeprojektowany na potrzeby innego modelu brytyjskiej firmy opracowanego z myślą o kolekcji sułtana Brunei, Continentala R Sufacon. Bentley Highlander był 4-drzwiowym grand tourerem z układem foteli 2+2, wyróżniając się luksusową, obszerną kabiną pasażerską.

### Sprzedaż
Bentley Highlander wyprodukowany został między 1996 a 1997 rokiem łącznie w 6 sztukach, zlecając produkcję amerykańskiemu przedsiębiorstwu Metalcrafters z Santa Ana z Kalifornii. Podobnie jak miało to miejsce z Ferrari 456 GT Venice, jeden z egzemplarzy ostatecznie nie pozostał w kolekcji Hassanala Bolkiah i przetransportowany został do Wielkiej Brytanii, gdzie sfotografowano go na jednej z ulic Londynu. Azjatycki kryzys finansowy spowodował, że rodzina królewska z Brunei nie zleciła już więcej budowy żadnych innych specjalnych konstrukcji Bentleyowi.

### Silnik
- V8 6,75 l 534 KM